# Concord (Illinois)
Concord és una població dels Estats Units a l'estat d'Illinois. Segons el cens del 2000 tenia 176 habitants.

## Demografia
Segons el cens del 2000, Concord tenia 176 habitants, 69 habitatges, i 52 famílies. La densitat de població era de 261,4 habitants/km².
Dels 69 habitatges en un 40,6% hi vivien nens de menys de 18 anys, en un 66,7% hi vivien parelles casades, en un 2,9% dones solteres, i en un 23,2% no eren unitats familiars. En el 20,3% dels habitatges hi vivien persones soles l'11,6% de les quals corresponia a persones de 65 anys o més que vivien soles. El nombre mitjà de persones vivint en cada habitatge era de 2,55 i el nombre mitjà de persones que vivien en cada família era de 2,94.
Per edats la població es repartia de la següent manera: un 25,6% tenia menys de 18 anys, un 6,3% entre 18 i 24, un 25,6% entre 25 i 44, un 29% de 45 a 60 i un 13,6% 65 anys o més.
L'edat mediana era de 41 anys. Per cada 100 dones de 18 o més anys hi havia 111,3 homes.
La renda mediana per habitatge era de 30.000 $ i la renda mediana per família de 32.250 $. Els homes tenien una renda mediana de 29.750 $ mentre que les dones 22.083 $. La renda per capita de la població era de 13.212 $. Aproximadament el 7% de les famílies i el 18,6% de la població estaven per davall del llindar de pobresa.

## Poblacions més properes
El següent diagrama mostra les poblacions més properes.